# What the Health
What the Health ist ein Dokumentarfilm aus dem Jahr 2017, produziert von Kip Andersen und Keegan Kuhn, den Machern von Cowspiracy. Während Cowspiracy die Auswirkungen der Produktion tierischer Lebensmittel behandelt, beschäftigt sich What the Health mit den gesundheitlichen Folgen der tierproduktreichen Ernährung und deren Einfluss auf chronische Krankheiten wie Herz-Kreislauf-Erkrankungen, Krebs oder Diabetes.

## Synopse
Der Film wurde als The Health Film That Health Organizations Don’t Want You To See beworben und folgt Kip Andersen bei Interviews mit Ärzten und anderen Personen über Ernährung und Gesundheit. Andersen zeigt sich auch bei dem Versuch, Vertreter verschiedener Gesundheitsorganisationen zu kontaktieren, ist aber mit ihren Antworten unzufrieden. In weiteren Interviews untersucht er den angeblichen Zusammenhang zwischen der Fleisch-, Milch- und Pharmaindustrie sowie verschiedenen Gesundheitsorganisationen. Das Fazit des Films ist, dass ernsthafte Gesundheitsprobleme eine Folge des Konsums von Fleisch und Milchprodukten seien und dass eine Verschwörung bestehe, um dies zu vertuschen.

## Produktion
What the Health wurde geschrieben, produziert und geleitet von Kip Andersen und Keegan Kuhn, dem Produktionsteam für den Dokumentarfilm Cowspiracy. Schauspieler Joaquin Phoenix trat darüber hinaus als Executive Producer für den Film in Erscheinung.
What the Health wurde im März 2016 über eine Indiegogo-Kampagne finanziert, die mehr als 235.000 Dollar einbrachte. Der Film wurde am 16. März 2017 weltweit auf Vimeo veröffentlicht,  und die Vorführungen wurden von Tugg Inc. lizenziert. Seit dem 16. Juni 2017 ist der Film zudem auf Netflix im Stream verfügbar.

## Personen
Folgende Ärzte kommen in What the Health zu Wort:
- Milton Mills
- Garth Davis
- Neal Barnard
- Michael A. Klaper
- Michael Greger
- Michelle McMacken
- Alan Goldhamer (TrueNorth Health Center)
- Caldwell Esselstyn (Cardiovascular Prevention Program, Cleveland Clinic Wellness Institute)
- Joel Kahn (Kardiologe, Kahn Center for Cardiac Longevity)
- John A. McDougall (Arzt, Bestseller-Autor)
- Kim A. Williams (Kardiologe, Präsident des American College of Cardiology)
- Paul Porras (Kinderarzt)
- Robert Ratner (Chief scientific and medical officer, American Diabetes Association)

Darüber hinaus wurden auch folgende Personen interviewt:
- Kimberly Snyder (Ernährungswissenschaftlerin, Autorin)
- Michele Simon (Rechtsanwältin, spezialisiert auf Gesundheitsthemen)
- Cristina Stella (Rechtsanwalt, Center for Food Safety)
- David Carter (Früherer NFL Defensive Lineman)
- David Simon (Rechtsanwalt, Autor, Meatonomics)
- Don Webb (Duplin County North Carolina)
- Isaac Ward (Duplin County North Carolina)
- Jake Conroy (Aktivist, Schriftsteller)
- Jaydee Hanson (Senior policy analyst, Center for Food Safety)
- Larry Baldwin (Waterkeeper Alliance)
- Mark Kennedy (Rechtsanwalt, Physicians Committee for Responsible Medicine)
- Mike Ewall (Ko-Direktor, Energy Justice Network)
- Mu Jin Han (Personal Trainer)
- Paige Tomaselli (Rechtsanwalt, Center for Food Safety)
- Reneé Miller (Duplin County North Carolina)
- Rich Roll (Ausdauerathlet, Schriftsteller)
- Robert Martin (Pew Commission on Industrial Farm Animal Production)
- Ruby Lathon PhD (Zertifizierter ganzheitlicher Ernährungswissenschaftler)
- Ryan Shapiro (Historiker, Massachusetts Institute of Technology)
- Steve-O (Schauspieler, Stuntman)
- Susan Levin (M.S., R.D., C.S.S.D.)
- Tia Blanco (Professionelle Surferin)
- Timothy Shieff (Weltbester Freerunner, Ninja Warrior)
- Toni Okamoto (Plant Based on a Budget)

## Rezeption
Die Dokumentation hat sehr kontroverse Kritiken ausgelöst.
So nimmt z. B. Moviebreak den Film positiv auf:

„Hintergründig, kompakt und stichhaltig demaskiert die Reportage Amoral und Lobbyismus von Gesundheitsapparat, Tiermittelindustrie und Big Pharma und ganz nebenbei den Protein-Mythos. Die Fakten sind bekannt; ihre Bündelung ist dennoch ein spannender Exkurs über die medizinischen Faktoren, wegen der selbst eingeschworene Fleischfresser ins Gras beißen.“

und bewertet What the Health mit 8 von 10 Punkten, bei der Nutzerbewertung mit 7,7 von 10. Auch bei der Internet Movie Database konnte die Dokumentation 8,3 von 10 Sternen erzielen und wurde vom Cinema for Peace als ein Kandidat zur wertvollsten Dokumentation des Jahres 2018 („Most Valuable Documentary of the Year“) nominiert. Des Weiteren kommt insbesondere von veganen Interessensvertretungen positive Kritik:

„‚What the health‘ tritt in große Fußstapfen, doch weiß der Film mit vielen Zahlen und Fakten zu überzeugen. Einer Anknüpfung an den Erfolg von ‚Cowspiracy‘ steht somit nichts im Weg.“

 Andererseits wurde der Film von zahlreichen Ärzten, Ernährungswissenschaftlern und Enthüllungsjournalisten, teilweise selbst aus der veganen Szene, für eine Vermischung von Kausalzusammenhängen mit Korrelationen, „Rosinenpickerei“ bei wissenschaftlichen Studien, Verwendung voreingenommener Quellen, Verzerrung von Studienergebnissen und Verwendung „schwacher bis nicht vorhandener Daten“ kritisiert.
Die studierte Ernährungswissenschaftlerin und bekennende Veganerin Virginia Messina wirft in einem Beitrag auf vegan.com dem Film vor, statt sich auf „unangreifbare Gründe“ für vegane Ernährung, wie Tierleid, Umweltfolgen und gesellschaftliche Schäden, zu stützen, auf diejenigen Argumente fokussiere, die am einfachsten zu widerlegen seien. Durch seine Fehlinterpretation wissenschaftlicher Studien sowie falsche Behauptungen über den Nutzen veganer Ernährung einerseits (etwa zur Heilung chronischer Krankheiten) und die negativen Folgen des Konsums von Fleisch- und Milchprodukten andererseits würde der Film die Glaubwürdigkeit der veganen Bewegung untergraben und ihr somit letztlich einen Bärendienst erweisen.

„I suspect that in the long run, though, this kind of outreach sets our efforts back and slows our progress on behalf of animal rights."
"Ich vermute jedoch, dass diese Art von Öffentlichkeitsarbeit auf lange Sicht unsere Bemühungen zurückwirft und unsere Fortschritte im Interesse der Tierrechte verlangsamt.“

## Trivia
In den ersten vier Tagen der Ausstrahlung, von 16. März bis 19. März 2017, wurden 50 Prozent der Einnahmen an die Organisation Food Not Bombs gespendet, die bedürftige Menschen mit gesunden Nahrungsmitteln versorgt.